# (36135) 1999 RO163
1999 RO163 (asteroide 36135) é um asteroide da cintura principal. Possui uma excentricidade de 0.21270980 e uma inclinação de 3.01282º.
Este asteroide foi descoberto no dia 9 de setembro de 1999 por LINEAR em Socorro.